# Acacio de Melitene

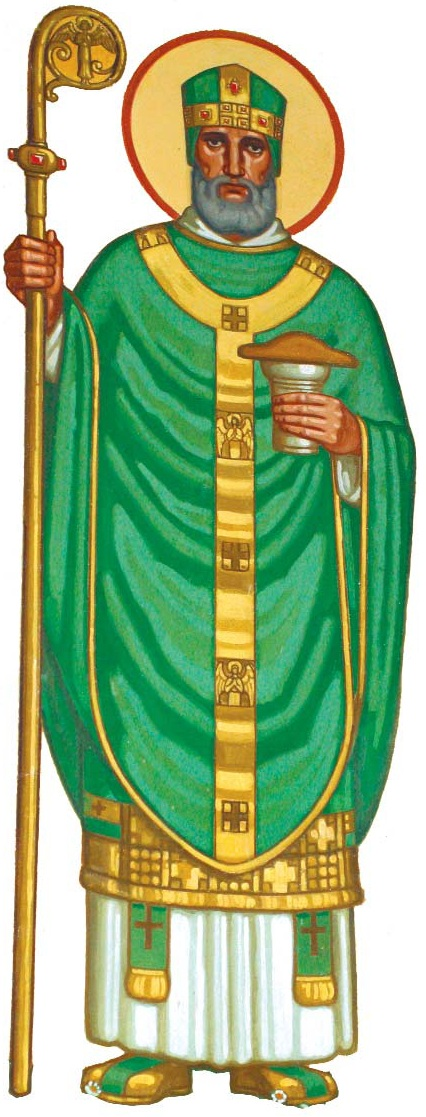
Acacio de Melitene

San Acacio de Melitene (en latín, Acatius Melitenensis) (muerto ca. 437) fue un obispo de Melitene en el siglo III. La Iglesia católica lo conmemora el 17 de abril. Por el contrario, la Iglesia ortodoxa le conmemora el 31 de marzo (calendario juliano).

## Biografía
Las fechas del nacimiento de Acacio y de su muerte no se pueden fijar con seguridad. Vivió en la época de la persecución de Decio en el siglo III. Fue acérrimo opositor de Nestorio en el Concilio de Éfeso. Intercambió correspondencia con San Cirilo de Alejandría. Fue citado ante el tribunal de Marciano para comprobar su fe. Fue condenado a muerte, pero no es seguro de que la sentencia haya sido ejecutada. Aparentemente el emperador romano lo liberó de la prisión después de haber experimentado un sufrimiento considerable.

### Su importancia
Acacio era famoso por su brillante enseñanza doctrinal. Ha realizado además algunos milagros.

### En el arte
En las representaciones pictóricas Acacio lleva una corona de espinas.

### Confusión
Había otro obispo en Melitene con el mismo nombre del siglo V, que destacó como adversario de Nestorio 431 en el Concilio de Éfeso. No se puede añadir con seguridad a la lista de los santos.